# Homosexualität auf den Malediven
Homosexualität auf den Malediven wird durch das Rechtssystem kriminalisiert, homosexuelle Handlungen sind strafbar.

Malediven

## Rechtslage
Auf den Malediven sind homosexuelle Handlungen strafbar. Das Strafgesetzbuch der Malediven verbietet in Abschnitt 411 Absatz 2 den Geschlechtsverkehr zwischen Menschen gleichen Geschlechts. Homosexueller Geschlechtsverkehr kann mit Haftstrafen von sechs Monaten bis zu vier Jahren bestraft werden. Absatz 6d in Abschnitt 411 erlaubt neben den Haftstrafen eine zusätzliche Bestrafung von 100 Peitschenhieben, welche mit der Scharia begründet wird.

## Gesellschaftliche Situation
Aufgrund der Illegalität bestehen keine LGBT-Communitys auf den Malediven.